# Revolução Húngara de 1956
Revolução Húngara de 1956 (em húngaro:  1956-os forradalom) ou Contra-Revolução foi uma revolta popular espontânea contra as políticas impostas pelo governo da República Popular da Hungria e pela União Soviética. O movimento durou de 23 de outubro até 10 de novembro de 1956.
A revolta começou como uma manifestação estudantil que atraiu milhares que marcharam pelo centro de Budapeste até o parlamento. Uma delegação de estudantes quis entrar no prédio da Rádio Free Europe em uma tentativa de transmitir as suas demandas, mas foi detida. Quando a libertação da delegação foi exigida pelos manifestantes do lado de fora, eles foram alvejados pela Autoridade de Proteção de Estado (ÁVH) de dentro do prédio. As notícias espalharam-se rapidamente e desordem e violência irromperam por toda a capital.
A revolta espalhou-se rapidamente pela Hungria, e o governo caiu. Milhares organizaram-se em milícias, combatendo a Polícia de Segurança do Estado (ÁVH) e as tropas soviéticas. Comunistas pro-soviéticos e membros da ÁVH eram frequentemente executados ou aprisionados, enquanto os antigos prisioneiros eram libertados e armados. Conselhos improvisados tiraram o controle municipal do Partido dos Trabalhadores Húngaros e exigiram mudanças políticas. O novo governo formalmente dissolveu a ÁVH, declarou a sua intenção de se retirar do Pacto de Varsóvia e prometeu livres eleições restabelecidas. Pelo final de outubro, as lutas tinham quase parado e um senso de normalidade começava a retornar.
Depois de anunciar a boa vontade para negociar uma retirada das forças soviéticas, o Politburo mudou de ideia e decidiu reprimir a revolução. Em 4 de novembro, um grande exército soviético invadiu Budapeste e outras regiões do país. A resistência húngara continuou até 10 de novembro. Mais de 2,5 mil soldados húngaros e cerca de 700 soldados soviéticos foram mortos no conflito, tendo 200 mil húngaros fugido, passando a ser refugiados. Prisões em massa e denúncias continuaram durante meses. Em janeiro de 1957, o novo governo soviético instalado suprimiu toda a oposição pública. Essas ações soviéticas fizeram duvidar das suas convicções muitos marxistas ocidentais, ainda mais pelo brutal reforço do controle soviético na Europa Central.
Discussões públicas sobre essa revolução foram reprimidas na Hungria por trinta anos, mas desde os anos 1980 ela tem sido objeto de intenso estudo e debate. Na inauguração da Terceira República da Hungria, em 1989, o dia 23 de outubro foi declarado feriado nacional.

## Antecedentes
Durante a Segunda Guerra Mundial, a Hungria foi membro das potências do Eixo. Em 1941, forças húngaras participaram da ocupação da Iugoslávia e da invasão da União Soviética. Por volta de 1944, exércitos soviéticos estavam avançando em direção à Hungria e o governo começou negociações de um armistício com os Aliados, que acabaram com a ocupação alemã e mudança de regime. Em 1945, forças húngaras e alemãs foram derrotadas por exércitos soviéticos.
Depois da Segunda Guerra Mundial, as Forças Armadas Soviéticas ocuparam a Hungria e gradualmente substituíram o governo eleito de coalizão pelo Partido de Pequenos Produtores Independentes, Trabalhadores Agrários e Cívicos com um governo dominado pelo Partido Comunista Húngaro. Nacionalização radical da economia baseada no modelo soviético produziu estagnação econômica, baixos padrões de vida e um profundo mal-estar. Escritores e jornalistas foram os primeiros a abrir publicamente o criticismo, publicando artigos críticos em 1955. Por 22 de outubro de 1956, estudantes da Universidade Técnica tinham ressuscitado a banida união dos estudantes MEFESZ, e organizaram uma manifestação em 23 de outubro que começava uma cadeia de eventos levando diretamente à revolução.

### Ocupação pós-guerra
Depois da Segunda Guerra Mundial, a Hungria caiu na esfera de influência soviética e foi ocupada pelo Exército Vermelho. Em 1949, os soviéticos tinham concluído um tratado de assistência mútua com a Hungria que garantia direitos à União Soviética para uma contínua presença militar, assegurando o último controle político.
A Hungria começou o período pós-guerra como uma livre democracia pluripartidária, e as eleições em 1945 produziram um governo de coalizão sob o primeiro-ministro Zoltán Tildy. Entretanto, o Partido Comunista, apoiado pela União Soviética, que tinha recebido somente 17% dos votos, constantemente obtinha pequenas concessões em um  processo nomeado "tática do salame", que fatiava a influência do governo eleito.
Depois das eleições de 1945, os poderes do Ministro do Interior - que supervisionava a Autoridade de Proteção de Estado (ÁVH) - foram transferidos do Partido dos Pequenos Proprietários Independentes para gente de confiança do Partido Comunista. A ÁVH empregava métodos de intimidação, falsas acusações, prisões e tortura para suprimir a oposição política. O breve período de democracia pluripartidária acabou quando o Partido Comunista fundiu-se com o Partido Social-Democrata para se tornar o Partido Popular dos Trabalhadores Húngaro, cuja lista de candidatos foi a votos sem oposição em 1949. A República Popular da Hungria foi então declarada.

### Repressão política e declínio econômico
A Hungria tornou-se um estado socialista sob a severamente autoritária liderança de Mátyás Rákosi. A Polícia de Segurança (ÁVH) começou uma série de purgas de mais de 7 mil dissidentes, que eram denunciados como "titoístas" ou "agentes ocidentais", e forçados a se confessarem em processos públicos, depois dos quais eles eram realocados para campos no leste da Hungria.
De 1950 a 1952, a Polícia de Segurança forçadamente realocou milhares de pessoas para obter propriedades e moradias para os membros do Partido Popular dos Trabalhadores, e remover a ameaça da classe intelectual e burguesa. Milhares foram presos, torturados, julgados e aprisionados em campos de concentração, deportados para o leste, ou eram executados, incluindo o fundador da ÁVH László Rajk. Num único ano, mais de 26 mil pessoas foram forçadamente realocadas de Budapeste. Como consequência, empregos e moradias eram muito difíceis de se obter. Os deportados geralmente experimentavam terríveis condições de habitação e eram recrutados para trabalho escravo em fazendas coletivas. Muitos morreram como resultado das pobres condições de vida e desnutrição.
O estudo do idioma russo e instrução política comunista foram tornados parte do currículo escolar e universitário pelo país. Escolas religiosas foram nacionalizadas e líderes de igrejas foram substituídos. Em 1949 o líder da Igreja Católica Húngara, cardeal József Mindszenty, foi preso e condenado à prisão perpétua por traição. Sob o comando de Rákosi, o governo húngaro era um dos mais repressores na Europa.
A economia húngara pós-guerra sofreu de múltiplos baques. A Hungria concordou em pagar reparações de guerra de aproximadamente US$ 300 milhões à União Soviética, Tchecoslováquia e Iugoslávia, e apoiar tropas soviéticas. O Banco Nacional Húngaro em 1946 estimou o custo das reparações "entre 19 e 22 por cento das receitas nacionais anuais". Em 1946, o pengő, moeda húngara, passou por depreciação, resultando nos mais altos índices de hiperinflação conhecidos. A participação da Hungria na COMECON (Conselho de Assistência Econômica Mútua), impediu-a de fazer comércio com os países do oeste europeu ou de receber empréstimos pelo Plano Marshall. Apesar da renda nacional per capita ter crescido no primeiro terço dos anos 1950, deduções dela para financiar investimentos industriais aconteciam, além de assinaturas compulsórias para obrigações estatais. Erros de gestão e a má situação financeira criaram falta crônica de alimentos básicos, resultando no racionamento de pão, açúcar, farinha e carne. Assim, a renda real disponível para os trabalhadores e empregados em 1952 era de dois terços do que fora em 1938, ao passo que, comparado a 1949, a proporção era de 90%. Essas políticas tiveram um efeito negativo cumulativo e aumentaram o descontentamento, assim como os débitos estrangeiros cresceram e houve escassez de bens.

## Cronologia

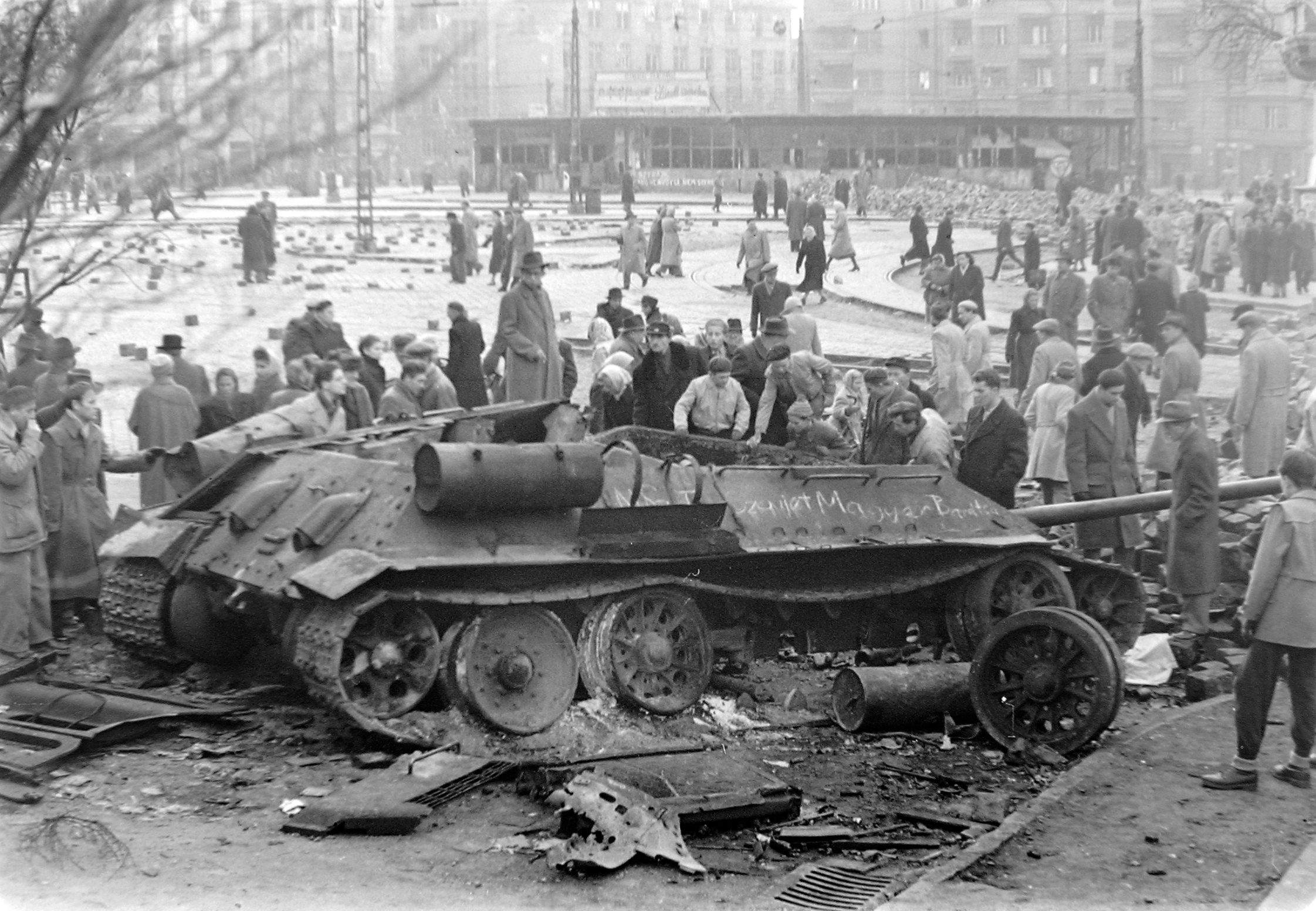
Um tanque soviético destruído na praça Móricz Zsigmond.

O levantamento húngaro começou em 23 de Outubro de 1956, com uma manifestação pacífica de estudantes em Budapeste. Exigiam o fim da ocupação soviética e a implantação do "socialismo verdadeiro". Quando os estudantes tentaram resgatar alguns colegas que haviam sido presos pela polícia política, esta abriu fogo contra a multidão.
No dia seguinte, oficiais e soldados juntaram-se aos estudantes nas ruas da capital. A estátua de Josef Stálin foi derrubada por manifestantes que entoavam, "russos, voltem para casa", "abaixo Gerő" e "viva Nagy". Em resposta, o comitê central do Partido Comunista Húngaro recomendou o nome de Imre Nagy para a chefia de governo.
Em 25 de outubro, tanques soviéticos dispararam contra manifestantes na Praça do Parlamento. Chocado com tais acontecimentos, o comitê central do partido forçou a renúncia de Gerő e substituiu-o por Imre Nagy.
Nagy foi à Rádio Kossuth e anunciou a futura instalação das liberdades, como seja o multipartidarismo, a extinção da polícia política, a melhoria radical das condições de vida do trabalhador e a busca do socialismo condizente com as características nacionais da Hungria.
Em 28 de outubro, o primeiro-ministro Nagy vê as suas opções serem aceites por todos os órgãos do Partido Comunista. Os populares desarmam a polícia política.
Em 30 de outubro, Nagy comunicou a libertação do cardeal Mindszenty e de outros prisioneiros políticos.  Reconstituíram-se os Partidos dos Pequenos Proprietários, Social-Democrata e Camponês Petőfi. O Politburo Soviético decide, numa primeira fase (30 de Outubro) mandar as tropas sair de Budapeste, e mesmo da Hungria se viesse essa a ser a vontade do novo governo. Mas no dia seguinte volta a trás e decide-se pela intervenção militar e instauração de um novo governo. A 1 de Novembro, o governo húngaro, ao tomar conhecimento das movimentações militares em direcção a Budapeste, comunica a intenção húngara de se retirar do Pacto de Varsóvia e pede a protecção das Nações Unidas.
A 3 de Novembro, Budapeste está cercada por mais de mil tanques. Em 4 de novembro, o Exército Vermelho invade Budapeste, com o apoio de ataques aéreos e bombardeamentos de artilharia, derrotando rapidamente as forças húngaras. Calcula-se que 20 000 pessoas foram mortas durante a intervenção soviética. Nagy foi preso (e posteriormente executado) e substituído no poder pelo simpatizante soviético János Kádár. Mais de 2 mil processos políticos foram abertos, resultando em 350 enforcamentos. Dezenas de milhares de húngaros fugiram do país e cerca de 13 mil foram presos. As tropas soviéticas apenas saíram da Hungria em 1991.